# Cleistocactus laniceps
Cleistocactus laniceps ist eine Pflanzenart in der Gattung Cleistocactus aus der Familie der Kakteengewächse (Cactaceae). Das Artepitheton laniceps leitet sich von den lateinischen Worten lana für ‚Wolle‘ sowie -ceps für ‚-köpfig‘ ab und verweist auf die stark bewollten Areolen der Art.

## Beschreibung
Cleistocactus laniceps wächst strauchig mit mehreren Trieben und erreicht bei Durchmessern von bis 5 Zentimetern eine Wuchshöhe von bis 4 Metern. Es sind etwa 9 stumpfe Rippen vorhanden. Die darauf befindlichen großen Areolen sind auffällig grau filzig bewollt. Die drei grauen Dornen sind pfriemlich und bis 1,5 Zentimeter lang.
Die vermutlich roten Blüten sind bis 3,5 Zentimeter lang. Die etwas gebogene Blütenröhre ist ziemlich bewollt. Die äußeren Blütenhüllblätter sind etwas ausgebreitet. Die kugelförmigen, roten, dicht bewollten Früchte werden nicht größer als 1 Zentimeter im Durchmesser.

## Verbreitung, Systematik und Gefährdung
Cleistocactus laniceps ist in den bolivianischen Departamentos La Paz und Cochabamba in den Yungas in Höhenlagen von 1300 bis 2500 Metern verbreitet.
Die Erstbeschreibung als Cereus laniceps erfolgte 1897 durch Karl Moritz Schumann. Robert Roland-Gosselin stellte die Art 1904 in die Gattung Cleistocactus. Ein weiteres nomenklatorisches Synonym ist Borzicactus laniceps (K.Schum.) Backeb. (1932).
In der Roten Liste gefährdeter Arten der IUCN wird die Art als „Least Concern (LC)“, d. h. als nicht gefährdet geführt.

## Nachweise